# 韓國陸軍訓練所食糞事件
韓國陸軍訓練所食糞事件（韓語：육군훈련소 인분 사건），是2005年1月發生在韓國忠清南道論山市陸軍新兵訓練所(陸軍訓練所)的虐待事件。

## 事件概要
2005年1月10日，陸軍訓練所教官（上尉）強制命令192位新入伍的士兵食人糞。
事件發生10天後，外界從新兵受害者發出的指控函發覺此事。
1月21日，韓國國防部就事件謝罪，該加害者教官以違反軍刑法被逮捕，陸軍本部也派遣憲兵隊到該訓練所，防止該類事件再次發生。